# América Futebol Clube (São José do Rio Preto)
América Futebol Clube, mais conhecido como América de Rio Preto ou América-SP é um clube brasileiro de futebol da cidade de São José do Rio Preto, interior do estado de São Paulo. Foi fundado em 28 de janeiro de 1946 e suas cores são o vermelho e o branco.
O clube leva esse nome em homenagem ao tradicional America-RJ, um dos principais clubes de futebol do Brasil à época da fundação do clube. O escudo do America Football Club, do Rio de Janeiro, também foi utilizado para criar o escudo do América de Rio Preto.
É um dos mais tradicionais do estado de São Paulo e do interior do Brasil, sendo o time do interior que mais participou de forma seguida da primeira divisão estadual. No entanto, a diretoria entregou seu departamento de futebol profissional a investidores nos últimos anos, as dívidas se acumularam. Atualmente, o clube está licenciado, após a exclusão da Segunda Divisão do Campeonato Paulista.

## História
O América foi fundado no dia 28 de janeiro de 1946 pelo então engenheiro Antonio Pereira Tavares de Lima. Tavares ficou desafiado pelo então time dos Bancários, que vencia diversos jogos na região. Juntamente com outros 54 colaboradores o clube foi fundado as 20:30 na sede do Hotel São Paulo, na rua Bernardino de Campos. Em seguida o clube foi filiado a Federação Paulista de Futebol, e inscrito no Campeonato Paulista do interior. Em 17 de março do mesmo ano, a equipe estava formada e estreou contra a Ferroviária de Araraquara, vencendo o jogo por 3 a 1. Tal jogo não pode acontecer em Rio Preto, porque o rival Rio Preto se negou a emprestar seu campo e por isso o jogo ocorreu em Mirassol. Quirino fez o primeiro gol da história do clube. O time americano nunca enfrentou a equipe do Bancários, pois esta equipe permaneceu amadora e o rubro logo se profissionalizou. Logo após a fundação, houve grande euforia entre os adeptos do futebol na cidade, que entusiasmaram-se em ter duas equipes profissionais. A rivalidade com o Rio Preto Esporte Clube também ficou latente logo no primeiro jogo do América, pois sem ter campo para jogar, pediu emprestado ao outro clube, que negou-se, alegando que a equipe americana estava roubando adeptos do Rio Preto.
Em 1957 o clube foi campeão paulista da segunda divisão, tendo direito de competir, pela primeira vez, no campeonato paulista junto com os chamados times grandes. Era a primeira vez que isso ocorria na história da cidade. Daí em diante, a presença do clube entre os grandes tornou-se cotidiano, e a cidade de Rio Preto se acostumou a ver grandes jogadores como Pelé, Garrincha, Ademir da Guia entre outros, enfrentando, e às vezes perdendo, para a equipe rubra e branca. Disputou o campeonato paulista da primeira divisão por 44 vezes, até o ano de 2007, quando foi rebaixado a segunda divisão. Permaneceu na segunda divisão até 2012, quando caiu para a terceira divisão e em 2014 foi rebaixado para a quarta divisão estadual, coroando sua queda. Daí em diante uma crise se instaurou no clube e hoje o time briga para retornar ao tempos áureos.

### Participações em campeonatos
O América é o time do interior paulista que mais disputou de forma seguida o Campeonato Paulista, conseguindo alguns resultados expressivos como os terceiros lugares de 1975 e 1994. O clube chegou a divisão principal do futebol paulista quando tinha apenas 11 anos de existência ao ser campeão da divisão de acesso (atual Série A-2) em 1957. De lá para cá o clube se firmou como um dos principais do interior paulista e passou praticamente toda a sua história na divisão principal do futebol do estado.
O América começou a disputar campeonatos profissionais em 1948, menos de 2 anos após sua fundação. A partir de então foi iniciada uma sequência de glórias pelo interior do estado. O primeiro título importante veio em 1957, juntamente com o acesso a divisão principal. O time campeão contava com jogadores como Bertolino e Ambrózio. Em 1961 o time voltou a segunda divisão. No entanto, essa fase não durou muito. Já em 1962, o clube disputou a final do certame com o São Bento de Sorocaba, sendo-vice campeão. Como somente uma equipe subia, o América permaneceu na segunda divisão do Paulista. Ocorre que, logo no ano seguinte, o elenco americano sagrou-se campeão da divisão de acesso (1963).
Começou ai a época mais gloriosa da história do Mecão. De 1963 até 1997 foram 31 anos ininterruptos na divisão principal do futebol paulista, época áurea não só do América como também do futebol brasileiro. Nesse época por exemplo o América jogou por diversas vezes com o Santos Futebol Clube de Pelé, derrotando o time do Rei por algumas vezes. O Rei do Futebol jogou por diversas vezes nos gramados do estádio Mário Alves Mendonça para enfrentar o Mecão, levando multidões ao antigo estádio do América.
Na década de 70 alguns fatos marcaram o clube como as ótimas campanhas nos campeonatos paulista de 1972, 1973 e 1975. Na campanha de 1973 o time ficou por 17 jogos sem perder no período de janeiro a março e ganhou pela primeira vez a Taça dos Invictos. Em 1978 participou pela primeira vez da Série-A do campeonato brasileiro e em 1979 teve o artilheiro do Paulistão, Luís Fernando Gaúcho que marcou 27 gols naquele torneio.
No começo da década de 80 participou novamente da Série-A do Campeonato Brasileiro e tinha um time muito respeitado, não só em São Paulo mas em todo o Brasil. Foi nessa época que o clube revelou o ponta-direita Marinho que foi convocado para a Seleção Brasileira enquanto ainda atuava no clube americano. Em 1989 o time foi vice-campeão da Copa São Paulo de Futebol Júnior, perdendo a final para o Nacional-SP. Nessa época também o time protagonizou uma das maiores cenas do futebol na década, a quintupla defesa do goleiro uruguaio Rodolfo Rodríguez. Uma das mais fantásticas seqüências de defesas da história do futebol. Rodolfo Rodriguez faz uma série incrível de defesas contra o América de Rio Preto, que viraram referência toda vez que se fala em grande lance de goleiros. Foram cinco defesas consecutivas no total, enquanto a defesa do Santos assistia inerte aos milagres do guerreiro uruguaio. O atacante Tarcísio, do América, declarou estupefato: Rodolfo era "maior que o gol".
Nos anos 90 o América teve muitos altos e baixos. Foi campeão do Campeonato Paulista de Aspirantes em 1992 e teve campanhas memoráveis como a de 1994 no Paulistão (quinto lugar), a Taça dos Invictos e o título da Série A-2 de 1999 e as decepções do rebaixamento na Série B do Campeonato Brasileiro em 1996 e no Paulistão de 1997. O quinto lugar em 94 lhe rendeu vaga na Copa Bandeirantes, em que ficou em quarto dentre oito equipes, ainda tendo ganho de Santos e Palmeiras. Em 1999 apesar de estar na Série A-2 o time era considerado por especialistas como um dos melhores do país e foi campeão sem dificuldades do torneio, perdendo apenas uma das 31 partidas da competição. Este campeonato tinha times respeitados como a Ponte Preta, Santo André, São Caetano, Botafogo-SP, Bragantino e Paulista de Jundiaí. Aquela grande equipe era formada por: Sérgio, Gílson,Zambiasi, Marcio Ambrosio e Guilherme; Reginaldo, Luis Carlos Oliveira e Luís Fernando; Fumagalli, Marcinho e Roberto Carlos. Técnico: Cilinho. Aquele time ainda contava com grandes jogadores que ficavam no banco de reservas como Marcos Senna(que depois chegou a ir a Copa do Mundo com a seleção espanhola) e Tonhão
Nos anos 2000 o América também enfrentou altos e baixos, sendo rebaixado para a Série A-2 em 2007 apesar das boas campanhas nos anos anteriores.
Começou bem a década sendo Campeão Paulista sub-15. As campanhas nos posteriores no Paulistão foram boas. Em 2005 o time fez uma bela campanha no Campeonato Paulista, o que lhe daria uma vaga na Copa do Brasil, no entanto a Federação Paulista puniu o time por causa da utilização irregular do goleiro Pitarelli em algumas partidas, retirando seis pontos do time, que consequentemente perdeu essa vaga.  Nesse ano o time teve inclusive o artilheiro do campeonato. Houve ainda uma grande glória em 2006 quando o time foi campeão da Copa São Paulo de Futebol Junior com a segunda melhor campanha da história da principal competição júnior de clubes do mundo.
Teve também por três vezes o artilheiro do campeonato: Luiz Fernando em 1979 com 27 gols, Jales em 2002 e Finazzi em 2005 com 17 gols.
Pelo campeonato Brasileiro da Série A foram 2 participações, em 1978 (terminando na 38º colocação) e 1980[carece de fontes?] (terminando na 32º posição). O América participou ainda de diversos campeonatos estaduais, nacionais e internacionais. Em 2006, o time foi campeão da Copa São Paulo de Futebol Júnior. Em 2007, o time foi rebaixado para a Série A2 do campeonato paulista.
Nos anos que se seguiram o clube participou da segunda divisão paulista, sem muito sucesso, até que no ano de 2012, em uma parceria mal sucedida com o ex-jogador Marcelinho Carioca o clube foi rebaixado pela primeira vez em sua história para a terceira divisão. No entanto o inferno do rubro nao acabava ai. Em 2014, depois de seguidos erros administrativo o time viu um pesadelo se concretizar e foi rebaixado a quarta divisão do estado.

### Brasileirão Série A
Em 1978 o América foi o 38º na Série A e em 1980 foi o 32º, participando no total de 25 jogos na elite do futebol nacional, vencendo 8 empatando 3 e sendo derrotado em 14. Fez 27 gols e sofreu 35 na Série A do Brasileirão. É o único time do noroeste paulista a já ter participado da Série A.

### Futebol Feminino
O time de futebol feminino do América participa do Campeonato Paulista de Futebol Feminino desde a sua criação em 2007.

### Respeito do Rei Pelé
O rei Pelé admitiu em entrevistas que o América juntamente com a Ferroviária de Araraquara eram os times mais difíceis do interior de SP. O América venceu o Santos de Pelé em duas oportunidades,em 1960 por 1x0 com gol de Leônidas e em 1964 por 2x1 no Estádio Mário Alves Mendonça, ambas com o Rei em campo. Em 1958, após o empate em 0x0 em Rio Preto o América enfrentou o poderoso Santos de Pelé, e apesar da derrota por 3x1, toda força e garra do time rio-pretense foi reconhecida pelo Rei que se dirigiu aos vestiários do América, bateu nas costas do lateral Ambrózio e confessou: “Vocês me surpreenderam, estão de parabéns pela garra, pela voluntariedade”. Em entrevista, Pelé reafirmou o que os antigos jogadores do América costumam repetir: “Contra o América, sempre era um jogo espetacular, principalmente em Rio Preto”. Em 1973, ele jogou pela última vez no estádio Mário Alves Mendonça. Lamenta que tenha se despedido numa partida em que houve quase uma tragédia por causa de um incêndio surgido atrás das arquibancadas.

## Símbolos
Os principais símbolos do América são seu escudo vermelho com as inicias A.F.C. e a escrita São José do Rio Preto em um lisel logo abaixo das iniciais famoso brasinha, que é seu mascote.

### Mascote
O mascote oficial do América é o Diabo vermelho, também conhecido por Brasinha. Foi o caricaturista argentino, Molas, quem criou o “Diabo Rubro”, inspirado na sua paixão natal pela equipe do Independiente. Assim como seu irmão mais velho, o América de Rio Preto passou a ser conhecido como “Diabo” e com o tempo sua mascote foi ganhando os traços mais familiares do personagem de quadrinhos Brasinha, muito popular na década de 60, época em que o clube chegou à 1ª Divisão Paulista.

## Estádios

### Estádio Teixeirão
O novo estádio do América nasceu de uma visita do presidente na época, Benedito Teixeira, ao gabinete do então prefeito municipal, o médico Wilson Romano Calil. Birigui tentava conseguir dinheiro para fazer uma arquibancada no Estádio Mário Alves Mendonça. O prefeito então lhe disse que um time como o América precisava de um novo estádio e não só da arquibancada.
A prefeitura cedeu o terreno. Então, Birigui teve que se virar para iniciar as obras. Vendeu jogadores importantes do elenco e empregou todo o dinheiro das negociações no estádio. "Se eu tivesse a ajuda do poder público, poderia ter terminado antes". No início, a idealização deste sonho era considerada utopia, pois a cidade tinha na época 75.000 habitantes; hoje são cerca de 500.000 rio-pretenses.
Após 17 anos, sem ajuda pública e somente com doações e recursos levantados pelo próprio América, o estádio foi concluído com capacidade para 55.000 torcedores.
No dia 22 de julho de 1999, na decisão do título do Paulista A-2, no jogo contra a Ponte Preta de Campinas o Teixeirão teve seu dia de glória recebendo um público de 33.901 torcedores pagantes americanos, que apoiaram o time que acabou por ser campeão.
Atualmente, o Teixeirão é o maior estádio do Interior Paulista, com a capacidade de 36.426 lugares e é o 2º do Estado de São Paulo e o 6º maior estádio particular do Brasil.
Nas pesquisas realizadas pela Revista Placar (2002 e 2003), o Estádio Benedito Teixeira foi considerado o 6º melhor estádio com infraestrutura do Brasil.  É popularmente conhecida como Toca do Rubro.

## Torcida
O América possui a maior torcida da cidade, segundo pesquisa do jornal Diário da Região. Tal fato pode ser comprovado quando jogou com a Ponte Preta no dia 22 de julho de 1999, quase 34 mil americanos lotaram o Teixeirão.
A principal torcida organizada do time é a Torcida Amor e Lealdade que chegou após a saída da Raça Rubro antiga torcida do América FC.

## Rivalidade
A maior rivalidade do América é com o outro time da cidade, o Rio Preto Esporte Clube. Essa rivalidade teve início no dia 14 de abril de 1946. Nesta data, o Rubro venceu o primeiro confronto por 2 x 0 em pleno campo do Rio Preto. Desde então o América levou vantagens nos derbys riopretenses e goleou o time rival por diversas oportunidades. A maior goleada ocorreu em 1950 quando o time alvirrubro derrotou o adversário por 6 a 0 no saudoso Mário Alves Mendonça.
Sabe-se que no começo da história americana diversos jogadores do Rio Preto optaram pelo rubro, o que causou certo mal estar entre os dois clubes. Fundado como América Futebol Clube, sua estréia seria contra a Ferroviária de Araraquara no antigo campo do Palestra. Mas devido às chuvas, o gramado estava alagado e a diretoria do América solicitou à do Rio Preto o empréstimo de seu estádio. O pedido foi negado. De fato, os coronéis e doutores do Rio Preto andavam ressabiados com o novo rival. Eles acusavam os americanos de estimular a dissidência de jogadores do Rio Preto para contratá-los em seguida. E um dos primeiros jogadores a trocar o verde e branco pelo vermelho foi exatamente Benedito Teixeira; o aclamado ex-presidente do América tinha sido ponta-esquerda do Rio Preto. Os diretores do Rio Preto não externaram à época, mas à boca pequena também se sabe da mágoa por não ter sido o Rio Preto o adversário na estréia do América. Oficialmente, o clube não emprestou o Estádio Dr. Vitor Britto Bastos alegando que o jogo danificaria o campo, encharcado depois das chuvas. Começava ali uma das maiores rivalidades do estado de São Paulo.
Até o momento, os clubes se enfrentaram por 66 oportunidades. A equipe americana leva enorme vantagem sobre o rival: 34 vitórias do Mecão, 13 vitórias do Rio Preto e 19 empates. O América marcou 122 gols e sofreu 75, com saldo positivo de 47 gols.

## Títulos
| Honrarias | Honrarias                      | Honrarias | Honrarias         |
| --------- | ------------------------------ | --------- | ----------------- |
|           | Competição                     | Títulos   | Temporadas        |
|           | Taça dos Invictos              | 2         | 1973 e 1999       |
| Estaduais |                                |           |                   |
|           | Competição                     | Títulos   | Temporadas        |
|           | Campeonato Paulista - Série A2 | 3         | 1957, 1963 e 1999 |
|           | Torneio Início Paulista        | 1         | 1958              |
|           | Copa Paulista                  | 1         | 1987              |

### Outras conquistas

#### Torneios estaduais
- Vice Campeão Paulista da Série A-2: (1962 e 1998)

- Copa Aspirantes

#### Torneios regionais
- Torneio da Fraternidade: 1957
- Copa do Interior 1949
- Torneio José Feliciano Ferreira: 1959

### Categorias de base
- Copa São Paulo de Juniores: 2006
- Vice-Campeonato da Copa São Paulo de Futebol Júnior: 1988
- Campeonato Paulista - Sub-15: 2000
- Taça SBS de Juniores (Japão):[1987[22]

## Estatísticas

### Participações
| Aumento | Promovido à divisão superior  |
| Baixa   | Rebaixado à divisão inferior  |
| Inativo | Licenciamento no ano seguinte |

|  | Participações em 2025 |

| Competição | Competição            | Temporadas | Melhor campanha             | Anos                                                                  | A | R |
| São Paulo  | Campeonato Paulista   | 44         | 4º colocado (1975)          | 1958-1960 , 1964-1997 , 2000 e 2002-2007                              |   | 4 |
| São Paulo  | Série A2              | 21         | Campeão (1957, 1963 e 1999) | 1948-1950 , 1952-1957 , 1961-1963 , 1998-1999 , 2000-2001 e 2008-2012 | 4 | 1 |
| São Paulo  | Série A3              | 2          | 16º colocado (2013)         | 2013-2014                                                             | – | 1 |
| São Paulo  | Série A4              | 10         | 13º colocado (2017)         | 2015-2024                                                             | – | 1 |
| São Paulo  | Copa Paulista         | 6          | Campeão (1987)              | 1987, 2003-2004, 2008-2009 e 2012                                     |   |   |
| Brasil     | Campeonato Brasileiro | 2          | 32º colocado (1980)         | 1978 e 1980                                                           |   | – |
| Brasil     | Série B               | 7          | 14º colocado (1985)         | 1980 , 1981, 1985, 1989, 1994-1996                                    | 1 | 1 |
| Brasil     | Série C               | 7          | 17º colocado (1998)         | 1990, 1997-1999 e 2004-2006                                           | – | – |

### Últimas dez temporadas
Legenda:
| Campeão Vice-campeão Eliminado nas semifinais | Campeão e promovido à divisão superior Vice-campeão e/ou promovido à divisão superior Rebaixado à divisão inferior | Classificado à fase de grupos da Copa Libertadores Classificado à fase preliminar da Copa Libertadores Classificado à Copa Sul-Americana Campeão do Campeonato do Interior |

## Presidentes
Lista de presidentes americanos desde sua fundação em 1946:
- Antônio Tavares Pereira Lima (1946 a 1948)
- Mário Alves Mendonça (1948 a 1949)
- Francisco Curti (1949/1950 e 1953 a 1954)
- Aniloel Alves Nazareth (1950 a 1951)
- Euphly Jales (1951 a 1953)
- Délcio Bellini (1954 a 1957)
- José Villanova Peres (1957 a 1959 e 1961 a 1962)
- Olavo Taufic (1960)
- Antenor Pereira Braga (1961)
- Antonio Zaia Tarraf (1962 a 1964 e 1966 a 1967)
- Adirso Alves Ferreira (1964 a 1965 e 1986 a 1987)
- Edison Pupin (1965 a 1966 e 1968 a 1969)
- Aluísio Cherubini (1967 a 1968 e 1969 a 1972)
- Benedito Teixeira (1972 a 1986 e 1987 a 1996)
- Aparecido Abdo Gorayb (1987)
- Pedro Benedito Batista (1996 a 2002)
- Edmar da Rocha Filho (2002 a 2003)
- Joacy Antonio Lopes (2003 a 2005)
- Alcides Zanirato (2005 a 2008 e 2009 a 2011)
- Luiz Carlos de Marco (2012 a 2014)
- José Carlos Pereira Neto (2014 a 2016)
- Luiz Donizette Prieto (2016 a 2018)
- José Carlos Pereira Neto (2018)
- Luiz Donizette Prieto (2018 - 2019)
- Elyseu Sicoli (2019)
- Luiz Donizette Prieto (2020 a 2023)
- Marcos Cezar Vilela (2024 a 2026)

## Livros
- América 60 anos - Almanaque do Futebol Rio-pretense, escrito por Milton Rodrigues e Vinicius de Paula (2006).
- "Avenida Da Saudade: O América De Rio Preto Na Era Pelé" escrito por Milton Rodrigues (2004).
- "Todos os Derbys - Almanaque do Futebol Rio-pretense", também escrito pelos jornalistas Vinicius de Paula e Milton Rodrigues (2008)